# 마차중학교
마차중학교(磨磋中學校)는 대한민국 강원특별자치도 영월군 북면 마차리에 있는 공립 중학교이다.

## 학교 연혁
- 1949년 9월 1일 : 마차중학교 개교
- 1949년 10월 30일 : 마차중학교 3학급 설립 인가
- 1952년 3월 23일 : 마차중학교 제1회 졸업
- 2010년 5월 5일 : 교훈 '근면·창조·협동' 을 '절차탁마(切磋琢磨)' 로 변경
- 2023년 9월 1일 : 제36대 엄연옥 교장 취임
- 2025년 1월 3일 : 제74회 졸업식(4명, 누계 5,930명)
- 2025년 3월 4일 : 입학 10명

## 참고 자료
- 마차중학교 - 한국교육학술정보원 학교알리미